# 티커 심볼

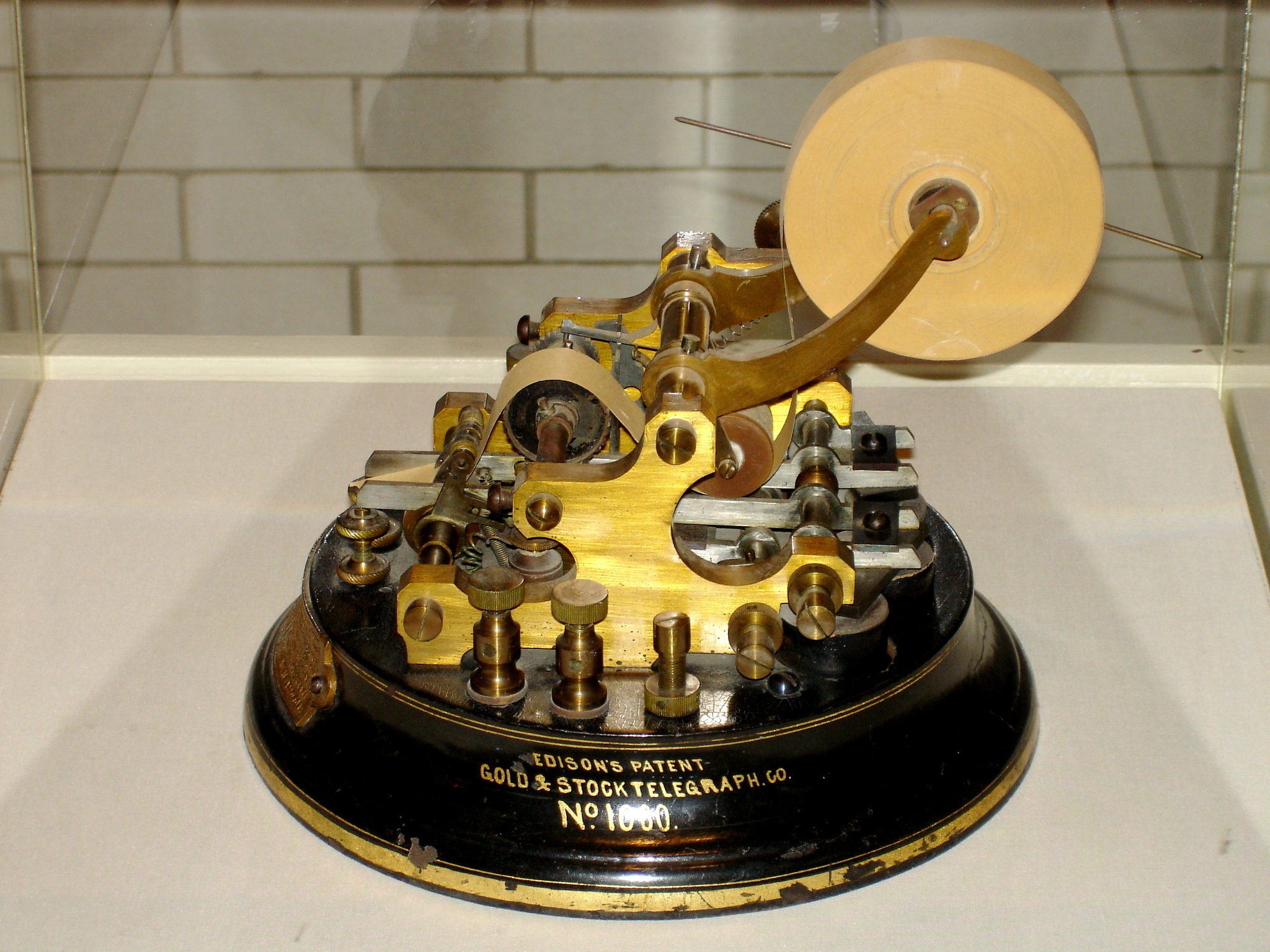
토머스 에디슨이 발명한 주식 전보 티커 머신

티커 심볼(ticker symbol) 또는 스톡 심볼(stock symbol)은 특정 주식시장의 특정 주식의 공개 단위를 식별하기 위해 사용되는 준말이다. 간단히 말해 티커 심볼은 증권 거래소에 상장되거나 공개적으로 거래되는 특정 자산이나 증권을 나타내는 기호나 문자(일반적으로 라틴 문자 또는 숫자)의 배열이다. 티커 심볼은 문자, 숫자 또는 이 둘의 조합으로 구성될 수 있다. 티커 심볼은 티커 테이프 머신의 티커 테이프에 인쇄된 기호를 말한다.

## 같이 보기
- 국제 증권 식별 번호

## 참고문헌
- Eckett, Stephen, 편집. (2004). 《The UK Stock Market Almanac 2005》. Petersfield: Harriman House. ISBN 1-897597-46-0.